# Sete Gibernau

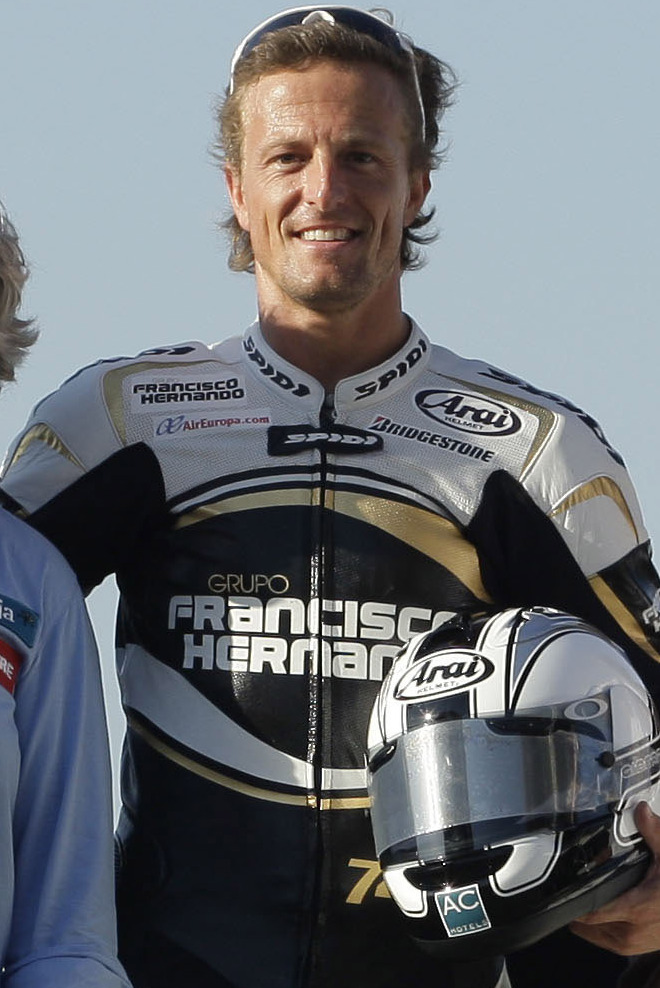
Sete Gibernau

Manuel „Sete“ Gibernau Bulto (* 15. Dezember 1972 in Barcelona) ist ein ehemaliger spanischer Motorradrennfahrer.

## Karriere

### Anfänge
Bereits in seiner Kindheit verbrachte Sete Gibernau viel Zeit mit Motorrädern. Sein Großvater Don Paco Bultò war der Gründer der spanischen Motorradmarke Bultaco. Entdeckt wurde der Spanier, als er beim spanischen Gilera-Cup und in der spanischen Straßenmeisterschaft brillierte.
Beim Großen Preis von Spanien 1992 debütierte Gibernau in der 250-cm³-Klasse in der Motorrad-Weltmeisterschaft.

### 500-cm³- und MotoGP-Klasse
Ab 1996 startete er regelmäßig im Grand-Prix-Zirkus. Von 1997 bis 2002 fuhr Gibernau, zuerst in der 500-cm³- und später in der MotoGP-Klasse, eher erfolglos für Yamaha, Honda und Suzuki – in über 100 Rennen kam er auf sechs Podiumsplatzierungen.
In der Saison 2001 gewann er beim Großen Preis von Valencia auf dem Circuit Ricardo Tormo in der MotoGP-Klasse sein erstes Grand-Prix-Rennen.
Der Durchbruch gelang dem Spanier 2003 mit seinem Wechsel von Suzuki zurück zu Honda. 2003 und 2004 wurde Gibernau jeweils Vizeweltmeister hinter Valentino Rossi; 2004 konnte er die WM bis zum Schluss offen halten. In beiden Jahren konnte Gibernau vier Rennen für sich entscheiden, zwölf weitere Podestplätze sprangen für den Honda-Pilot in diesem Zeitraum heraus.
Beim Auftaktrennen 2005 in Jerez kämpfte Sete Gibernau mit Valentino Rossi bis zur letzten Runde um den Sieg, in der letzten Kurve wurde er vom Italiener schließlich in einer fragwürdigen Aktion ins Kiesbett befördert, konnte aber weiterfahren und das Rennen als Zweiter abschließen. Die Saison verlief danach sehr durchwachsen (kein Sieg, vier zweite Plätze, siebenter WM-Gesamtrang) und mit vielen Pleiten und Pech, aber auch mit ungewöhnlich vielen Eigenfehlern. Daraufhin entschloss sich Gibernau, zur Saison 2006 von Honda zu Ducati zu wechseln.

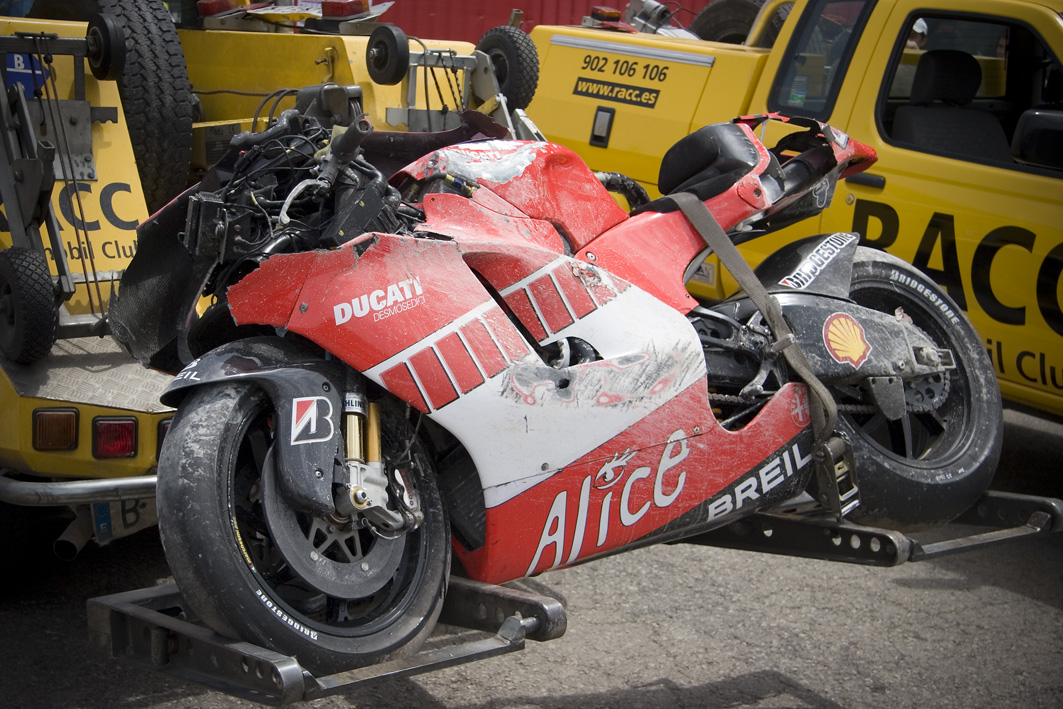
Gibernaus Ducati nach dem schweren Unfall von Barcelona 2006

Auch bei seinem neuen Arbeitgeber wollte sich der große Erfolg nicht einstellen. Nach einem selbst verschuldeten, schweren Sturz bei seinem Heimrennen, dem Grand Prix von Katalonien auf dem Circuit de Catalunya, bei dem er Teamkollege Loris Capirossi mitriss und diesem dadurch die Chance auf den WM-Titel raubte, musste Gibernau mit einem gebrochenen Schlüsselbein mehrere Rennen pausieren. Danach fand er nur schwer wieder zum alten Rhythmus zurück. Beim vorletzten Saisonlauf, dem Großen Preis von Portugal war Gibernau wiederum in einen Sturz verwickelt, der vom Australier Casey Stoner verursacht wurde. Er verletzte sich dabei erneut und konnte beim letzten Rennen in Valencia nicht antreten. Nach der Saison lehnte Sete Gibernau mehrere Vertragsangebote, darunter von Ducati und Kawasaki, ab und wurde bei Ducati daraufhin durch Casey Stoner ersetzt. Im November 2006 gab Gibernau seinen Rücktritt vom aktiven Motorradrennsport bekannt.

### Rückkehr in die MotoGP
Im Laufe der Saison 2008 mehrten sich die Gerüchte, nach denen Sete Gibernau über eine Rückkehr in die MotoGP-Klasse verhandle. Diese Annahme wurde gestützt durch erfolgreiche Testfahrten auf der MotoGP-Ducati und den enttäuschenden Ergebnissen von Marco Melandri im Ducati-Werksteam. Jedoch kam es während der Saison nicht zu einer Rückkehr Gibernaus in den Grand-Prix-Zirkus.
In der Saison 2009 kehrte Sete Gibernau in die MotoGP-Klasse zurück. Der Spanier pilotierte im spanischen Onde 2000-Team, das aus der 125-cm³-Klasse aufstieg, eine Ducati Desmosedici GP9. Am 13. Juli 2009 zog sich das Team aufgrund finanzieller Schwierigkeiten mit sofortiger Wirkung aus dem Renngeschehen zurück. Gibernau wurde damit arbeitslos.

## Statistik in der Motorrad-Weltmeisterschaft
- 1992 – 250-cm³-Klasse – Yamaha – 1 Start (27. Platz GP von Spanien), 0 Punkte
- 1993 – 250-cm³-Klasse – Yamaha – 1 Start (Ausfall GP der F.I.M.), 0 Punkte
- 1994 – 250-cm³-Klasse – Yamaha – 1 Start (21. Platz GP von Europa), 0 Punkte
- 1995 – 250-cm³-Klasse – Honda – 1 Start (Ausfall GP von Europa), 0 Punkte
- 1996 – 250-cm³-Klasse – Yamaha – 15 Starts, 20 Punkte, WM-Rang 22
- 1997 – 500-cm³-Klasse – Yamaha – 15 Starts, 56 Punkte, WM-Rang 13
- 1998 – 500-cm³-Klasse – Honda – 14 Starts, 72 Punkte, WM-Rang 11 (1 Podium)
- 1999 – 500-cm³-Klasse – Honda – 15 Starts, 165 Punkte, WM-Rang 5 (4 Podien, 2 Schnellste Rennrunden)
- 2000 – 500-cm³-Klasse – Honda – 16 Starts, 72 Punkte, WM-Rang 15 (1 Pole-Position)
- 2001 – 500-cm³-Klasse – Suzuki – 16 Starts, 119 Punkte, WM-Rang 9 (1 Sieg, 1 Podium, 1 Schnellste Rennrunde)
- 2002 – MotoGP-Klasse – Suzuki – 16 Starts, 51 Punkte, WM-Rang 16
- 2003 – MotoGP-Klasse – Honda – 16 Starts, 277 Punkte, WM-Rang 2 (4 Siege, 10 Podien, 1 Pole-Position, 1 Schnellste Rennrunde)
- 2004 – MotoGP-Klasse – Honda – 16 Starts, 257 Punkte, WM-Rang 2 (4 Siege, 10 Podien, 5 Pole-Positionen, 3 Schnellste Rennrunden)
- 2005 – MotoGP-Klasse – Honda – 17 Starts, 150 Punkte, WM-Rang 7 (4 Podien, 5 Pole-Positionen, 1 Schnellste Rennrunde)
- 2006 – MotoGP-Klasse – Ducati – 13 Starts, 95 Punkte, WM-Rang 13 (1 Pole-Position)
- 2009 – MotoGP-Klasse – Ducati – 6 Starts, 12 Punkte, WM-Rang 19
- 2019 – MotoE World Cup – Energica – 6 Starts, 38 Punkte, WM-Rang 11
- Gesamt: 185 Starts, 1384 Punkte, 9 Siege, 30 Podestplätze, 13 Pole-Positionen, 8 Schnellste Rennrunden

## Verweise